# Opel Cascada
De Opel Cascada is een model van de Duitse autofabrikant Opel. De Cascada is de opvolger van de Opel Astra TwinTop. 
De auto is tijdens het Autosalon van Genève in 2013 gepresenteerd.
De Cascada werd vanaf 4 maart 2013 in de Opelfabriek in Gliwice (Polen) gebouwd, waar ook de Astra gebouwd wordt.
Hij is gebouwd op het GM Delta II-platform waar ook de Chevrolet Cruze, Opel Astra, Opel Ampera en de Opel Zafira Tourer op staan.
Door teruglopende verkoopaantallen is Opel in mei 2018 met de productie van de Cascada gestopt.

## Geleverde motoren
Benzine
| Type      | Motor    | Motor     | Vermogen | Koppel | Overbrenging             | 0–100 km/h  | Topsnelheid    | Jaartal     |
| Type      | Inhoud   | Cilinders | Vermogen | Koppel | Overbrenging             | 0–100 km/h  | Topsnelheid    | Jaartal     |
| --------- | -------- | --------- | -------- | ------ | ------------------------ | ----------- | -------------- | ----------- |
| 1.4 Turbo | 1364 cm³ | 4-in-lijn | 140 pk   | 200 Nm | 6-bak                    | 10,9 s      | 207 km/h       | 2013 - 2018 |
| 1.6 Turbo | 1598 cm³ | 4-in-lijn | 170 pk   | 260 Nm | 6-bak / 6-traps automaat | 9,6 / 9,9 s | 222 / 217 km/h | 2013 - 2017 |
| 1.6 Turbo | 1598 cm³ | 4-in-lijn | 200 pk   | 280 Nm | 6-bak                    | 8,9 s       | 235 km/h       | 2013 - 2018 |

Diesel
| Type        | Motor    | Motor     | Vermogen | Koppel | Overbrenging             | 0–100 km/h    | Topsnelheid    | Jaartal     |
| Type        | Inhoud   | Cilinders | Vermogen | Koppel | Overbrenging             | 0–100 km/h    | Topsnelheid    | Jaartal     |
| ----------- | -------- | --------- | -------- | ------ | ------------------------ | ------------- | -------------- | ----------- |
| 2.0 CDTI    | 1956 cm³ | 4-in-lijn | 165 pk   | 350 Nm | 6-bak / 6-traps automaat | 10,3 / 10,4 s | 218 / 212 km/h | 2013 - 2015 |
| 2.0 CDTI    | 1956 cm³ | 4-in-lijn | 170 pk   | 400 Nm | 6-bak                    | 10,3 s        | 218 km/h       | 2015 - 2018 |
| 2.0 BiTurbo | 1956 cm³ | 4-in-lijn | 195 pk   | 400 Nm | 6-bak                    | 9,4 s         | 230 km/h       | 2013 - 2015 |